# 教會大樓

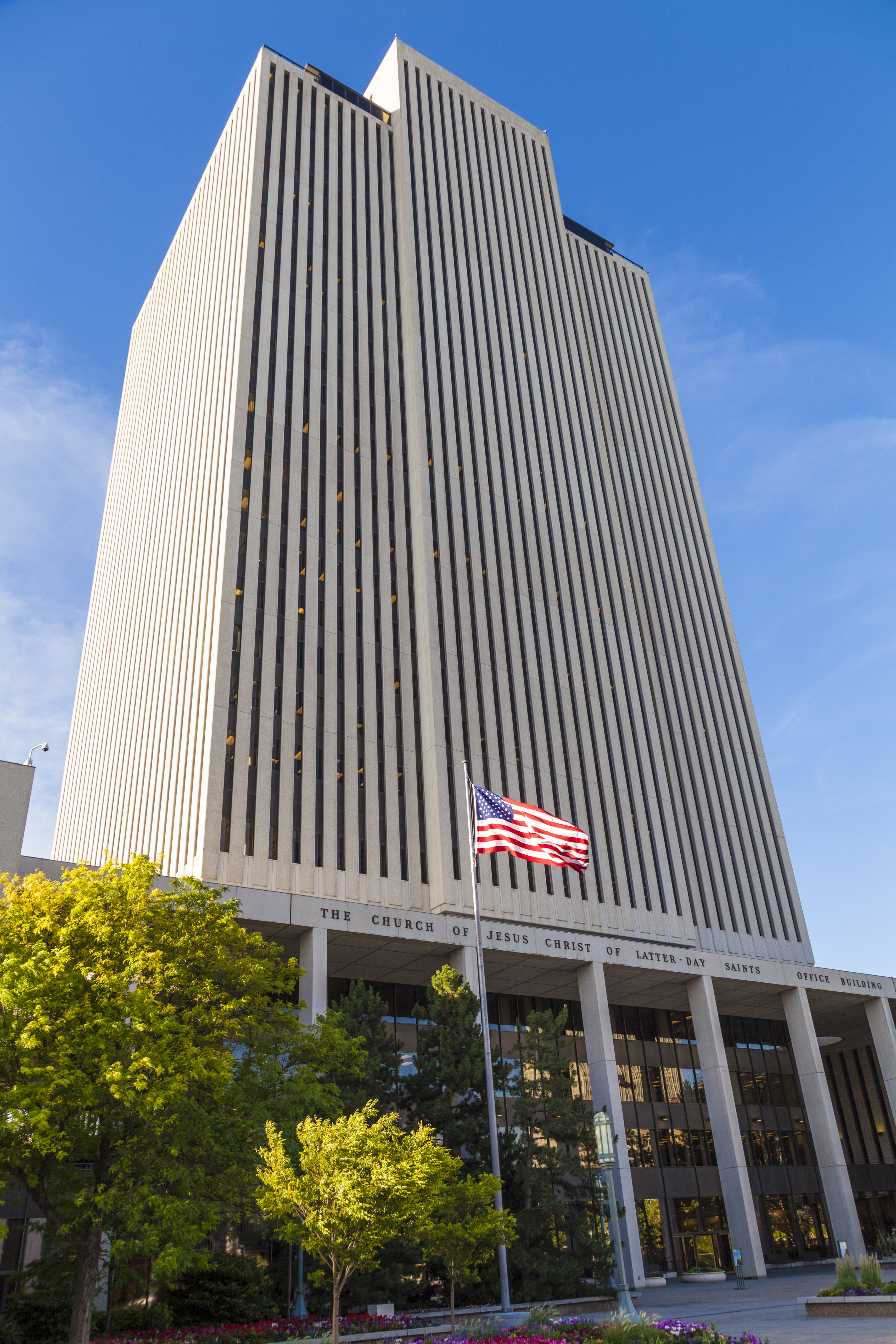
耶稣基督后期圣徒教会会议中心的教会大楼

教會大樓（Church Office Building）是位於美國猶他州鹽湖城的一座28層建築，也是耶穌基督後期聖徒教會的總部辦公地點。教會大樓高128米，修建於1962年至1972年，耗資3100萬美元。參觀者可以公開參觀教會大樓附近地區。